# Véronique Genest
Pour les articles homonymes, voir Genest.
 (juillet 2023).
Si vous disposez d'ouvrages ou d'articles de référence ou si vous connaissez des sites web de qualité traitant du thème abordé ici, merci de compléter l'article en donnant les références utiles à sa vérifiabilité et en les liant à la section « Notes et références ».
Véronique Combouilhaud, dite Véronique Genest, née le 26 juin 1956 à Meaux, est une actrice française.
Elle est notamment connue pour avoir incarné le rôle-titre de la série Julie Lescaut.  

## Biographie

### Jeunesse
Très tôt, Véronique Genest se passionne pour la littérature, le cinéma et le théâtre. Ses héros préférés sont Claude (du Club des Cinq), Mary Poppins, Peter Pan et Zorro. Enfant, elle se déguise et joue des saynètes où elle interprète divers personnages. Elle aime aussi interviewer les patients dans la salle d'attente de son père, médecin, qui la surnomme « la grande Sarah » (en référence à Sarah Bernhardt). À 14 ans, elle répète avec la troupe du « Théâtre de la Table ronde » créée par un garçon d'une classe de première. Elle se rend régulièrement au conservatoire de musique de Strasbourg où elle accompagne la pianiste Elizabeth Sombart et en profite pour se glisser dans les coulisses du théâtre national afin d'observer les comédiens en pleine répétition.
Elle passe le brevet d'esthéticienne et maquilleuse avec le souhait de travailler dans le milieu du spectacle. Elle fait ses débuts de maquilleuse dans l'équipe qui tourne La Communion solennelle sous la direction du réalisateur René Féret et décide de devenir actrice. Elle s'inscrit aux cours proposés par le théâtre de l'Atelier puis aux cours de Daniel Mesguich au théâtre de la Contrescarpe, à Paris.
Elle trouve un emploi au Palais des Arts, un complexe de cinémas et théâtre que Lionel Rocheman a ouvert boulevard Sébastopol à Paris. Elle y exerce diverses fonctions : réservation par téléphone, accueil, placement des spectateurs, et vente du magazine Fluide Glacial que lui remet le dessinateur Gotlib. Elle y croise des artistes comme Bernard Haller, Rufus, Paco Ibáñez, Anne Sylvestre et les 3 Jeanne. Elle y rencontre le chanteur Georges Moustaki qui lui propose de faire partie de l'équipe qui l'accompagnera dans une tournée internationale.

### Carrière
En 1980, elle débute dans des spots publicitaires (Mir, Knorr, Saint-Yorre, Père Dodu, Pro-Activ, Madrange) puis obtient un petit rôle dans les films La Loupe du diable de Pierre Badel et La Banquière de Francis Girod, où elle figure sous son véritable nom.
En 1981, elle décroche son premier grand rôle, sous le pseudonyme de Véronique Genest, avec les quatre épisodes de la mini-série Nana adaptée du roman homonyme d’Émile Zola. C'est le réalisateur Maurice Cazeneuve qui la choisit parmi un casting de cinq cents personnes. En marge de Nana, elle pose nue dans le magazine Lui.
Dès lors, elle enchaîne avec succès cinéma, télévision et théâtre et reçoit plusieurs prix.
En 1983 : J'ai épousé une ombre de Robin Davis avec Nathalie Baye.
En 1984, Ça n'arrive qu'à moi, aux côtés de Francis Perrin où elle incarne Prudence, la fille de Bernard Blier.
En 1986, L'Amuse Gueule, avec Daniel Auteuil et Philippe Khorsand qu'elle joue au Théâtre du Palais-Royal pendant un an.
En 1987, Association de malfaiteurs de Claude Zidi où elle donne la réplique à François Cluzet et Christophe Malavoy.
En 1989, elle joue dans le dernier épisode de la série David Lansky, avec Johnny Hallyday dans le rôle principal.
En 1991, elle est repérée par TF1 après son passage dans l'émission de caméras cachées Surprise sur prise ! où elle défend un faux immigré dissimulé dans sa voiture et recherché par la police : « D'habitude, on met un lion, moi, je mets un mec . » La réalisatrice Caroline Huppert lui propose un rôle de commissaire dans le pilote d'une série télévisée policière à venir.
En 1992, elle devient populaire grâce à la série policière française Julie Lescaut, diffusée sur TF1, et dont elle interprète le rôle-titre. Cette série aura jusqu'à 12 millions de téléspectateurs par épisode.
Après plusieurs nominations, elle obtient son premier 7 d'Or, pour la série Julie Lescaut, en 1997. C'est le public, appelé à voter pour la première fois, qui le lui décerne.
En 1999, elle remporte un deuxième 7 d'Or comme meilleure actrice pour Julie Lescaut et le téléfilm Un amour de cousine.
En 2001, un troisième 7 d'Or la consacre meilleure comédienne pour Julie Lescaut.
En 2003, le Festival de Saint-Tropez lui remet le Prix spécial du public à un héros de série.

### Tournage deJulie Lescautet théâtre
Les tournages de la série se sont initialement déroulés place de la République à Vanves, pour les décors du commissariat de 1993 à 2005.
Les épisodes les plus récents, où elle est mutée à Paris, ont été enregistrés à la tour Montparnasse, sauf pour les derniers épisodes qui se sont déroulés dans le quartier de la Défense.
Parallèlement à sa carrière de comédienne, elle crée sa propre maison de production, Sam et Compagnie, avec son mari Meyer Bokobza. Ils y produisent des téléfilms aussi différents que Une femme si parfaite, Un transat pour huit ou encore La Dame d'Izieu.
En 2008, elle sort, chez l'éditeur Michel Lafon, son premier livre 46/38 Guerre et poids qui relate avec humour une cure thermale à Brides-les-Bains. Elle en tire un « seule en scène », Madame Butterlight, qui traite des déboires d'une comédienne aux prises avec ses addictions à la cigarette et aux pâtisseries, qu'elle joue au Théâtre de la Gaité Montparnasse pendant quatre mois début 2009.
En 2010, elle monte une autre société de production Madame Butterlight plus axée sur le théâtre.
Elle revient au théâtre en 2012 avec la pièce Plein la vue, au Théâtre de La Michodière, où sa belle-fille Gabou Bokobza lui donne la réplique.
En janvier 2014, après 22 ans de succès et 101 épisodes, la série Julie Lescaut se termine sur un très haut score d’audience (7,5 millions de téléspectateurs).
En 2015, elle tourne La Bonne dame de Nancy où elle interprète le rôle de Simone Weber. Le téléfilm est diffusé en mai 2016 sur France 3.
En 2019, elle apparait dans l'épisode Le Grand Saut dans la série Camping Paradis.

### Vie privée
Son père, Xavier Combouilhaud, médecin, meurt alors qu'elle n'a que 10 ans. Sa mère, Colette, née Chavaroc (1931-2022), se remarie quelques années plus tard et a deux garçons, Nicolas et Frédéric. Véronique Genest explique que sa mère est morte à la suite de mauvais soins dans une maison de retraite.
En 1989, avec son frère Olivier, elle ouvre un restaurant Courrier Sud (nommé ainsi en hommage à Antoine de Saint-Exupéry), rue de Fourcy à Paris. Cette année-là, elle rencontre Meyer Bokobza (né en 1949), divorcé et père de deux enfants, Adam et Jennifer, avec lequel elle partage la passion de la moto. Ils se marient en 1992, leur fils Sam Bokobza naît le 27 juillet 1996.
En 1993, elle perd son frère Olivier atteint du sida.
En février 2009, elle dit croire en Dieu mais pas dans une religion particulière. En 2013, elle se déclare agnostique.
Elle vit désormais en Corse.

## Activités publiques et engagement

### Prises de positions politiques
En 2007 ainsi qu'en 2012, elle soutient la candidature de Nicolas Sarkozy à l'élection présidentielle,.
En août 2012, elle écrit sur son compte Twitter trouver l'islam « dangereux pour notre démocratie ». Invitée le 17 septembre 2012 par Jean-Marc Morandini sur NRJ 12 pour s'exprimer à ce sujet, elle précise : « C'était une phrase au milieu d'une grande conversation que j'avais avec quelqu'un sur Twitter, je parlais des extrémistes. Tout de suite, ça a été “islamophobe”, “raciste” [...] J'ai réfléchi : la phobie c'est la peur alors peut-être, effectivement, je suis islamophobe. La peur, elle vient de la méconnaissance ou d'une expérience, d'un danger qu'on sent [...] J'ai donc lu le Coran et je n'ai pas été plus rassurée. Tout ce qu'on voit autour de nous fait qu'effectivement cette phobie existe, parce qu'on voit des choses qui font peur. [...] Vous ne pouvez pas nier que les extrémistes font peur. Moi j'aurais été christianophobe si j'avais vécu au temps de l'Inquisition. Vous savez de quoi c'est parti cette histoire ? Cinquante-trois pays musulmans voulaient inclure la charia dans les Droits de l'Homme. Il y avait une pétition à signer disant que nous, on voulait confirmer nos Droits de l'Homme tels qu'ils étaient, voilà c'est tout. [...] » Le lendemain, dans une interview au Parisien, elle précise : « Je me fiche de la couleur des gens. Je suis une fille du monde. Je ne comprends pas l'agressivité que je déclenche. Bien sûr que je ne parle que des extrémistes. Je vois les infos, les appels à rétablir la charia, les foules en liesse dans la rue, parfois, quand il y a des attentats. Alors oui, l'islam me fait peur, j'aimerais être rassurée. »
En mars 2013, elle s'engage en tant que suppléante de Jonathan-Simon Sellem, candidat sans étiquette à la députation dans la huitième circonscription des Français de l'étranger. Elle renonce finalement à se présenter, à un mois de la législative partielle et elle confirme alors son soutien à Jonathan-Simon Sellem et son opposition à « la mauvaise politique politicienne et [aux] manœuvres grotesques de l'UMP et du PS ».
En janvier 2014, dans une interview à Newsyoung, elle annonce que le milieu politique ne l'attire pas, et qu'elle ne se lancera plus dans une course électorale.
Dès 2020, durant la pandémie de Covid-19, elle multiplie les déclarations dans lesquelles elle affirme son soutien au professeur Didier Raoult, à son traitement à l’hydroxychloroquine, et ses doutes quant à l'utilité des vaccins ou du passe vaccinal,.
Pour l’élection présidentielle française de 2022, elle déclare soutenir le polémiste et candidat d’extrême droite Éric Zemmour.

### Engagements associatifs
En novembre 2008 aux côtés d'autres personnalités issues d'horizons divers, elle parraine un conte dans l'ouvrage La Boîte à câlins-Ils te souhaitent de beaux rêves... paru aux éditions Michel Lafon au profit de l'association « La Chaîne de l'Espoir ».
Depuis 2008, elle soutient le salon du livre d'Ozoir-la-Ferrière où elle fait régulièrement partie du jury du Prix littéraire « Ozoir'elles » qui récompense tous les ans un recueil de nouvelles.
En juin 2011, elle est narratrice dans le conte musical Pierre et le loup lors du concert de soutien réalisé à Lausanne au profit de la Fondation Résonnance de son amie pianiste Elizabeth Sombart.
En novembre 2012, elle soutient la Fondation K d'urgence de Christine Kelly et participe au colloque « Familles monoparentales : première victime de la crise ».
En 2015, elle appuie l'action de Jean-Luc Romero-Michel contre l'homophobie et soutient l'association Le Refuge.

## Filmographie

### Cinéma
- 1980 : La Banquière
- 1982 : Guy de Maupassant : Fanny, la dame en gris
- 1982 : Légitime Violence : Lucie Kasler
- 1982 : Le Quatuor Basileus (Il quartetto Basileus) : Sophia
- 1983 : J'ai épousé une ombre : Patricia Meyrand
- 1983 : Debout les crabes, la mer monte ! : Marthe
- 1984 : Tango
- 1985 : Ça n'arrive qu'à moi : Prudence
- 1985 : La Baston : Denise Levasseur
- 1986 : Triple sec (court-métrage)
- 1986 : Chère canaille : Frédérique Henriot
- 1986 : Suivez mon regard : une fille délurée
- 1987 : Strike
- 1987 : Association de malfaiteurs : Monique Lemercier
- 1989 : Un père et passe : Marianne
- 1990 : Le Grand Ruban : Sylvie
- 1991 : On peut toujours rêver : la prostituée mélomane
- 1991 : Les Secrets professionnels du Dr Apfelglück : Micheline
- 1992 : Et demain... Hollywood : Marie Bluchet
- 1997 : Droit dans le mur : Myriam Valensky

### Télévision
- 1981 : Nana (mini-série) : Nana
- 1983 : Le ambizioni sbagliate (téléfilm) : Andreina
- 1983 : Péchés originaux (série TV) : Lydie
- 1984 : Emportez-la avec vous (téléfilm) : Myriam
- 1986 et 1987 : Série noire   (série TV) : Marlène / Lucien -  2 épisodes : 
  - La Nuit du flingueur de Pierre Grimblat (1986) : Marlène
  - Une gare en or massif  de Caroline Huppert (1987) : Lucien
- 1988 : Sueurs froides (série TV) : Valérie Vétheuil
- 1989 : Une table pour six (téléfilm) : Corinne
- 1989 : Une femme tranquille (téléfilm) : Véronique
- 1989 : L'Été de tous les chagrins (téléfilm) : Ginette
- 1989 : Les Sirènes de minuit (téléfilm) : Maud
- 1989 : David Lansky (série TV) : Yasmine Sublet
- 1990 : Mit den Clowns kamen die Tränen (série TV) : Francine Renaud
- 1990 : V comme vengeance (série TV) : Corinne
- 1991 : Ma tu mi vuoi bene (série TV) : Livia
- 1992 : Secret de famille (série TV) : Marthe
- 1992 - 2014 : Julie Lescaut (série TV en 101 épisodes) : commissaire Julie Lescaut
- 1995 : Sixième classique (téléfilm) : Simone Bertrand
- 1998 : Un amour de cousine (téléfilm) : Lucille
- 2000 : On n'est pas là pour s'aimer (téléfilm) : Frédérique Letheil
- 2003 : Une femme si parfaite (téléfilm) : Anne Joubert
- 2005 : Un transat pour huit (téléfilm) : Florence
- 2006 : La Dame d'Izieu (téléfim) : Sabine Zlatin
- 2011 : Merci Patron (téléfilm) de Pierre Joassin : Hélène Scoffier
- 2013 : La Disparue du Pyla (téléfilm) de Didier Albert : Carole Castel
- 2015 : Nos chers voisins : Mme Lannet la principale du collège de Léo Becker et Pierre-Antoine Dubernet-Carton
- 2016 : La Bonne Dame de Nancy de Denis Malleval : Simone Weber[17]
- 2019 : Camping Paradis (épisode Le Grand saut) : Martine

## Théâtre
- 1983 : Marx et Coca cola, mise en scène Yves Pignot, Théâtre du petit Montparnasse
- 1985 : Danger, amour, Théâtre du Musée Grévin
- 1986 : L'Amuse-gueule de Gérard Lauzier, mise en scène de Pierre Mondy, Théâtre du Palais-Royal
- 1990 : Le crépuscule des lâches de, mis en scène et avec Martin Lamotte, Théâtre de la Porte-Saint-Martin
- 2004 : Quand l'amour s'en mêle d'Anne-Marie Étienne, mise en scène d'Anne-Marie Étienne, Théâtre du Palais-Royal
- 2009 : Madame Butterlight, écrite par Véronique Genest et mise en scène sous l’œil amical d'Alexis Desseaux, Théâtre de la Gaîté-Montparnasse  suivi d'une tournée en France de janvier à avril 2010 puis en Belgique de novembre à décembre 2010
- Juin 2010 : Le président, sa femme & moi de Bernard Uzan : apparition de Veronique Genest dans la pièce par écran interposé dans le rôle d'une ministre (participation amicale)
- Septembre 2010 & juillet - août 2015 : C'est pas gagné de Patrick Chêne : interprétation en voix off du rôle de Rita (participation amicale)
- 2012 : Plein la vue, écrite par Jean Franco et Guillaume Mélanie, mise en scène de Jean-Luc Moreau, Théâtre de la Michodière
- 2016 : Portrait Craché, écrite par Thierry Lassalle , mise en scène de Thomas Le Douarec, Palais des glaces suivi d'une tournée en France, Belgique, Luxembourg et Suisse de septembre 2016 à avril 2017.
- 2018 - 2019 : Face à face de Peter Quilter, mise en scène Thomas Le Douarec, en tournée en France, Belgique, Luxembourg et Suisse de septembre 2018 à février 2019
- 2019 - 2020 : Gina et Cléopâtre de Ariane Bachelet et Olivier Macé, mise en scène d'Olivier Macé, tournée et théâtre Tête d'Or
- 2020 : Betty's family d'Isabelle Rougerie, Fabrice Blind, mise en scène Stéphane Bierry, Théâtre La Bruyère
- 2022 : Si on savait d'Éric Fraticelli, mise en scène Jean-Luc Moreau, Théâtre de la Michodière
- 2023 : Révélations de Jean-Éric Bielle avec Daniel Russo, mise en scène Arnaud Lemort, théâtre de Passy
- 2025 : Les Grands Ducs de Patrice Leconte et Serge Frydman, mise en scène Jean-Luc Moreau, théâtre de Passy

## Participations à la télévision et à la radio

### Jeux télévisés
- En 1998, elle est chef d'équipe dans Fort Boyard sur France 2[18] où elle remporte 14 637 euros au profit de l'association « Rassemblement pour le sport ».
- En 2004, elle remporte le Grand Concours de la fiction française, animé par Carole Rousseau sur TF1.
- 2009 : Le Grand Quiz du cerveau sur TF1
- Le 6 juin 2014, sur D8, elle remporte le jeu L'Œuf ou la Poule ? face à Anne Roumanoff.
- Le 25 février 2015, sur D8, elle termine seconde au Grand Match des années 80. Elle perd face à Nathalie Marquay (15 à 20).

### Autres émissions de télévision
- En 1991 elle participe à l'émission Surprise sur prise ! (dans l'épisode 50) animée par Marcel Béliveau et Patrick Sébastien
- En octobre 1997, elle participe aux côtés de Mouss Diouf à l'émission Rire en toutes lettres présentée par Nagui
- Du 4 au 8 janvier 1998, elle est l'invitée de Patrick Sabatier dans l'émission Pendant la pub sur TMC
- En juin 1999, elle est l'invitée de Carole Rousseau dans l'émission En toute simplicité.
- En novembre 2008, elle est l'invitée de l'émission Panique dans l'oreillette[19] présentée par Frédéric Lopez sur France 2
- En novembre 2008, elle présente le livre La Boîte à câlins, dans lequel elle parraine le conte Le Chasseur et la Tortue, au profit de l'association La Chaîne de l'espoir, ainsi que sa nouvelle pièce de théâtre Mme Butterlight dans l'émission Au Field de la nuit[20] animée par Michel Field.
- En décembre 2008, elle participe à l'émission Stars & Comédie[21] sur France 2 animée par Laurent Ruquier où elle réalise en direct (après avoir été coachée par Michèle Bernier) son premier seule en scène, en y interprétant un sketch écrit spécialement pour elle.
- En avril 2010, elle présente la Garde républicaine dans l'émission Au cœur de la gendarmerie animée par Michel Drucker. À cette occasion, elle réalise un rêve d'enfant en montant à cheval dans Paris en tant que garde républicaine.
- En mars 2013, elle est l'invitée de Frédéric Lopez dans l'émission La Parenthèse inattendue[22] aux côtés de Patrick Timsit et Alexandre Jollien.
- 2021 : chroniqueuse dans Les Grandes Gueules du Moyen Orient
- 2023 : chroniqueuse dans Touche pas à mon poste ! sur C8 [23]

### Émissions de radio
- En mars 2012[24] ainsi qu'en juin 2014[25] sur Radio Classique, elle est l'invitée de Passion classique, animée par Olivier Bellamy.

## Musique
En 1989, elle enregistre Comme une histoire d'amour, en duo avec Michel Fugain. Elle participe la même année, comme choriste, au clip La Vampada aux côtés des Vamps, Maurane, Sylvie Joly, etc.[réf. nécessaire]

## Publications
- 46/38 Guerre et poids[26], 2008, édition Michel Lafon.
- 22 V'là Julie[27], 2014, édition Michel Lafon.
- Mes Arrêts sur images, 2019, édition Flammarion.

## Distinctions

### Récompenses
- 1997 : 7 d'or de la meilleure comédienne pour Julie Lescaut
- 1999 : 7 d'or de la meilleure comédienne pour Julie Lescaut et Un amour de cousine
- 2001 : 7 d'or de la meilleure comédienne pour Julie Lescaut
- 2003 : prix spécial du public à un héros de série pour Julie Lescaut au Festival de la fiction TV de Saint-Tropez[28]

### Décoration
- 2004 :  Chevalier de la Légion d'honneur par le président de la République Jacques Chirac.